# Tenzin Phuntsok Atisha
Tenzin Phuntsok Atisha, (tibétain : བསྟན་འཛིན་ཕུན་ཚོགས་ཨ་ཏི་ཤ, Wylie : bstan 'dzin phun tshogs a ti sha) né vers 1953 à Tsakor au Tibet, est un homme politique tibétain en exil en Inde. 

## Biographie
Tenzin Phuntsok Atisha est né dans un petit village appelé Tsakor dans l'ouest du Tibet. Il s'est enfui avec sa famille au printemps à l'âge de six ans en traversant la chaîne de l'Himalaya pour atteindre le Népal et se souvient avoir vu de nombreux morts en chemin. Il a terminé ses études à l'École centrale pour les Tibétains de Dalhousie, puis a obtenu son diplôme et sa maîtrise en science politique de l'université du Pendjab à Chandigarh. En 1997, il a reçu une bourse Fulbright pour étudier aux États-Unis.
En 1982, il a rejoint l'administration centrale tibétaine et a occupé divers postes. Il était membre de la 4e mission d'enquête au Tibet dirigée par Kundeling Woeser Gyaltsen qui a visité le nord-est du Tibet en 1985. Pendant de nombreuses années, il est responsable du bureau de l'environnement du Département de l'information et des relations internationales. Pendant ce temps, Atisha a passé trois mois en tant que consultant auprès du World Wildlife Fund (USA) sur l'environnement du Tibet. Il était membre de la délégation tibétaine au sommet de la Terre des Nations Unies au Brésil (1992), au sommet social au Danemark (1995) et au sommet de la ville à Istanbul, en Turquie.
En 1999, Atisha a été nommé représentant du dalaï-lama à Taiwan, puis en Australie en février 2003.
En 2010, Atisha a rejoint le Département de l'information et des relations internationales (DIIR) en tant que secrétaire aux relations internationales. Peu de temps après avoir rejoint DIIR, il s'est rendu en Chine du 26 au 31 janvier 2010, pour le neuvième cycle de discussions avec des représentants de la direction chinoise.
Samdhong Rinpoché a écrit la préface de son ouvrage publié en tibétain en 2018.

## Publications
- (en) Tenzin Phuntsok Atisha, The Tibetan Approach to Ecology pp. 222- 223, in The Anguish of Tibet, édité par Petra Karin Kelly, Gert Bastian (en) et Pat Aiello, Berkeley, California: Parallax Press, 1991, (ISBN 0938077473 et 9780938077473)
- (en) Tibet 1985: The Last Fact-Finding Delegation', 2020, (bo) Bod la gzigs skor sku tshab mtha' ma'i lo rgyus, rang gis mthong myong rang bzhin brjod pa, 1985 (Fourth delegation visit to Tibet-1985). Dharamsala, India : Bod kyi dpe mdzod khang, 2018, 311 pages,  (ISBN 9789387023550 et 9387023559)